# 法魯卡巴德縣
法魯卡巴德縣（Farrukhabad district）是印度北方邦的一個縣，位於該國北部，面積2,279平方公里，識字率為72%，2001年人口1,577,237，人口密度每平方公里692人。

## 外部連結
- 官方网站

27°30′N 79°30′E / 27.500°N 79.500°E